# Matheuzinho (calciatore 2000)
Matheuzinho, pseudonimo di Matheus França Silva (Londrina, 8 settembre 2000), è un calciatore brasiliano, difensore del Corinthians.

## Caratteristiche tecniche
È un terzino destro.

## Carriera
Cresciuto nel settore giovanile del Londrina, ha esordito in prima squadra il 25 gennaio 2018 disputando l'incontro del Campionato Paranaense vinto 2-0 contro il Maringá. Nel 2019 è stato acquistato dal Flamengo.

## Statistiche
Statistiche aggiornate al 10 dicembre 2024.

### Presenze e reti nei club
| Stagione        | Squadra         | Campionato      | Campionato | Campionato | Coppe nazionali | Coppe nazionali | Coppe nazionali | Coppe continentali | Coppe continentali | Coppe continentali | Altre coppe | Altre coppe | Altre coppe | Totale | Totale |
| Stagione        | Squadra         | Comp            | Pres       | Reti       | Comp            | Pres            | Reti            | Comp               | Pres               | Reti               | Comp        | Pres        | Reti        | Pres   | Reti   |
| --------------- | --------------- | --------------- | ---------- | ---------- | --------------- | --------------- | --------------- | ------------------ | ------------------ | ------------------ | ----------- | ----------- | ----------- | ------ | ------ |
| 2018            | Londrina        | B               | 4          | 0          | CB              | 2               | 0               |                    | -                  | -                  |             | -           | -           | 6      | 0      |
| 2020            | Flamengo        | A/RJ+A          | 3+13       | 0          | CB              | 3               | 0               | CL                 | 2                  | 0                  |             | -           | -           | 21     | 0      |
| 2021            | Flamengo        | A/RJ+A          | 13+30      | 0+2        | CB              | 6               | 0               | CL                 | 8                  | 0                  | SB          | 1           | 0           | 58     | 2      |
| 2022            | Flamengo        | A/RJ+A          | 10+28      | 0+1        | CB              | 3               | 0               | CL                 | 5                  | 1                  | SB          | 1           | 0           | 47     | 2      |
| 2023            | Flamengo        | A/RJ+A          | 9+11       | 0+0        | CB              | 2               | 0               | CL+RS              | 0+1                | 0+0                | SB+MC       | 1+1         | 0+0         | 25     | 0      |
| gen.-feb. 2024  | Flamengo        | A/RJ            | 1          | 0          |                 | -               | -               |                    | -                  | -                  |             | -           | -           | 1      | 0      |
| Totale Flamengo | Totale Flamengo | Totale Flamengo | 118        | 3          |                 | 14              | 0               |                    | 16                 | 1                  |             | 4           | 0           | 152    | 4      |
| feb.-dic. 2024  | Corinthians     | A1/CP+A         | 3+31       | 0+1        | CB              | 7               | 0               | CS                 | 10                 | 1                  |             | -           | -           | 51     | 2      |
| Totale carriera | Totale carriera | Totale carriera | 156        | 4          |                 | 23              | 0               |                    | 26                 | 1                  |             | 4           | 0           | 209    | 6      |

## Palmarès

### Competizioni statali
- Campionato Carioca: 1

Flamengo: 2021
- Campionato paulista: 1

Corinthians: 2025

### Competizioni nazionali
- Campionato brasiliano: 2

Flamengo: 2020, 2021
- Supercoppa del Brasile: 1

Flamengo:  2021
- Coppa del Brasile: 1

Flamengo: 2022

### Competizioni internazionali
- Coppa Libertadores: 1

Flamengo: 2022